# Yousef Al-Salem
Yousef Al-Salem (en árabe: يوسف السالم‎, Dammam, Arabia Saudita; 4 de mayo de 1985-12 de febrero de 2023) fue un futbolista saudí que jugó en la posición de delantero. Apodado Scorpio o F-16

### Trayectoria futbolística
Comenzó su carrera futbolística con el club saudí Al-Qadisiya, y jugó con ellos hasta 2006 y en 2006 se trasladó al Saudi Al-Shabab Club una transferencia final por valor de 3.300.000 dólares y en 2009 se trasladó al club saudí Al-Ettifaq y al comienzo de la temporada 2013-2014 se trasladó al club saudí Al-Hilal en un acuerdo de transferencia libre. Su posición en el equipo es ofensiva y se caracterizaba por sus cabezazos y altura y firmó con Al-Hilal.
Comenzó a jugar con Saudi Al-Qadisiya, luego Al-Shabab Al-Saudi, Al-Ettifaq Al-Saudi, Al-Hilal Saudi Club, Al-Jubail Club y Al-Thuqbah Club.
Logró el Custodio de la Copa de las Dos Mezquitas Sagradas con Al-Shabab, el Custodio de la Copa de las Dos Mezquitas Sagradas, la Supercopa con Al-Hilal, el tercer lugar con Al-Ittifaq y la clasificación para la Liga de Campeones de la AFC, y el tercer lugar en la competencia de goleadores en la Liga Zain de Arabia Saudita 2010-2011. Fue el máximo goleador en la Copa del Golfo 2008 para equipos olímpicos con 3 goles y estaba jugando para el primer equipo nacional de fútbol de Arabia Saudita. Sus apodos más famosos son "Escorpio" y "F16".

### Muerte
Yousef Al-Salem falleció el domingo 21 de Rajab 1444 AH correspondiente al 12 de febrero de 2023 después de sufrir una enfermedad no especificada.

## Carrera

### Club
| Periodo   | Club            | Apariciones | Goles |
| --------- | --------------- | ----------- | ----- |
| 2004–2008 | Al-Qadisiyah FC | 59          | 21    |
| 2008–2009 | Al-Shabab FC    | 13          | 2     |
| 2009–2013 | Ettifaq FC      | 94          | 39    |
| 2013–2016 | Al-Hilal FC     | 37          | 4     |
| 2016–2018 | Ettifaq FC      | 19          | 3     |
| 2020      | Al-Jubail Club  | 5           | 2     |
| 2020–2021 | Al-Thoqbah Club | 23          | 2     |
| 2021–2023 | Al-Jubail Club  | 19          | 10    |

### Selección nacional
Jugó para Arabia Saudita en 11 ocasiones de 2007 a 2013 y anotó 3 goles. 

## Logros
Al-Shabab
- King Cup: 2009
- Prince Faisal bin Fahd Cup: 2008–09

Al-Hilal
- King Cup: 2015
- Saudi Super Cup: 2015
- Saudi Crown Prince Cup: 2015–16

Arabia Saudita U23
- GCC U-23 Championship: 2008

## Estadísticas

### Selección nacional
| Selección      | Año   | Apariciones | Goles |
| -------------- | ----- | ----------- | ----- |
| Arabia Saudita | 2007  | 3           | 0     |
| Arabia Saudita | 2008  | 0           | 0     |
| Arabia Saudita | 2009  | 0           | 0     |
| Arabia Saudita | 2010  | 0           | 0     |
| Arabia Saudita | 2011  | 3           | 0     |
| Arabia Saudita | 2012  | 1           | 0     |
| Arabia Saudita | 2013  | 4           | 3     |
| Total          | Total | 11          | 3     |

| N.º | Fecha     | Sede                                          | Rival     | Marcador | Resultado | Torneo                                   |
| --- | --------- | --------------------------------------------- | --------- | -------- | --------- | ---------------------------------------- |
| 1   | 17-3-2013 | Shah Alam Stadium, Shah Alam, Malasia         | Malasia   | 1–0      | 4–1       | Amistoso                                 |
| 2   | 23-3-2013 | Gelora Bung Karno Stadium, Yakarta, Indonesia | Indonesia | 1–1      | 2–1       | Clasificación para la Copa Asiática 2015 |
| 3   | 23-3-2013 | Gelora Bung Karno Stadium, Yakarta, Indonesia | Indonesia | 2–1      | 2–1       | Clasificación para la Copa Asiática 2015 |